# Kontaktni dermatitis
Kontaktni dermatitis je dermatitis (vnetje kože) po stiku s škodljivim dejavnikom. Kaže se lahko kot srbeča, suha koža, pojavijo se lahko rdeč izpuščaj, mehurji, oteklina. Izpuščaj ni nalezljiv ter ne ogroža življenja, lahko pa je za prizadeto osebo neprijeten.
Glede na vzrok ločimo dve vrsti kontaktnega dermatitisa:
- alergijski kontaktni dermatitis – nastane zaradi izpostavljenosti kože alergenu (npr. nikelj, določene dišave v parfumih, lateks) pri senzibilizirani osebi;
- iritativni kontaktni dermatitis – ni posledica alergijske reakcije, temveč nastane zaradi lokalnega draženja (na primer zaradi stika z lugi, kislinami, organskimi topili ...).

Pogostejši je iritativni kontaktni dermatitis, ki na splošno zajema okoli 80 % vnetnih bolezni kože rok. Alergijski kontaktni dermatitis predstavlja 4 do 7 % vseh dermatoz, obravnavanih v dermatoloških ambulantah.
Za prenehanje simptomov in preprečevanje ponovnega pojava se je treba izogibati snovem, ki povzročijo kontaktni dermatitis. Pomaga lahko uporaba vlažilnih pripravkov, ki preprečujejo izsušitev kože. Pri hujših simptomih je lahko potrebna topična ali redko celo sistemska uporaba kortikosteroidov.

## Znaki in simptomi
Kontaktni dermatitis povzroča lokaliziran izpuščaj in prizadeti so le površinski predeli kože. Vnetje zajame pokožnico (epidermis – najbolj zunanja plast kože) in vrhnji del usnjice (dermis – plast pod pokožnico).
Izpuščaj je lahko obsežen, pekoč in srbeč ter lahko traja več dni ali celo tednov. To razlikuje kontaktni dermatitis od koprivnice, pri kateri se izpuščaji pojavi v nekaj minutah po izpostavitvi snovi, ki povzroči kožno reakcijo, vendar tudi izzveni v nekaj minutah do urah. Tudi po več dneh kontaktni dermatitis pojenja le, če koža ni več v stiku z alergenom oziroma dražečo snovjo.
Prizadeti predel kože je lahko bolj občutljiv za bakterijsko ali glivno okužbo, zlasti če se bolnik praska.

## Vzroki
Kontaktni dermatitis je vnetje kože, ki nastane zaradi stika kože bodisi z alergenom (pri alergijskem kontaktnem dermatitisu) bodisi nasplošno dražečo snovjo (pri iritativnem kontaktnem dermatitisu).
Alergijski kontaktni dermatitis je posledica alergijske preobčutljivostne reakcije kože ob stiku z alergenom. Za to je potrebna predhodna senzibilizacija celic imunskega sistema.  Ob prvem stiku kože s tako snovjo je bolnik brez težav, ob ponovnem stiku se pri preobčutljivi osebi pojavi akutno vnetje z zamikom, ki je značilen za alergijski kontaktni dermatitis. Najpogosteje ga povzročijo snovi, kot so nikelj, krom, neomicin, dišave v negovalnih izdelkih ...
Iritativni kontaktni dermatitis je vnetje, ki je odgovor na dražeče zunanje dejavnike (npr. lugi, kisline, organska topila, oksidanti, reducenti, pa tudi na fizikalne dražljaje npr. dolgotrajno izpostavljanje kože sončni svetlobi, drgnjenju, ekstremnim temperaturam). Močno je povezan s poklicno izpostavljenostjo, na primer v frizerstvu, čistilstvu, pleskarstvo in drugih poklicih, kjer so ljudje nenehno izpostavljeni stiku z znanimi, specifičnimi dražilnimi snovmi.

## Diagnosticiranje
Za diagnosticiranje kontaktnega dermatitisa je pomembna natančna anamneza. Za določitev alergenov pri sumu na alergijski dermatitis se uporablja epikutano testiranje, pri katerem aplicirajo na omejen predel kože alergenske pripravke. Pri alergijsko senzibilizirani osebi lokalno pride do alergijske reakcije in anstane majhen izpuščaj.

## Preprečevanje
Kontaktni dermatitis preprečimo z izogibanjem snovem, ki ob stiku s kožo povzročijo vnetje.

## Zdravljenje
Pomembno je izogibanje snovi, ki povzroča vnetje. Pomaga lahko uporaba vlažilnih pripravkov, ki preprečujejo izsušitev kože. Pri hujših simptomih je lahko potrebna topična ali redko celo sistemska uporaba kortikosteroidov. Za blaženje srbenja pri alergijskem kontaktnem dermatitisu se lahko uporabijo antihistaminiki.